# MDEA
La MDEA (nota come 3,4-metilendiossi-N-etilfetamina o detta anche "MDE" o "Eve") è una droga e sostanza psicoattiva empatogena. L'MDEA fa parte della classe dei composti del anfetamina sostituita e del metilendiossifenetilammina sostituita. L'MDEA agisce come agente di rilascio della serotonina, della noradrenalina e della dopamina e inibitore della ricaptazione.

## Utilizzo
L'MDEA è usato come sostanza ricreativa in modo simile all'MDMA, tuttavia gli effetti del MDEA sono più miti e più brevi. Frequentemente consumato per via orale, le dosi di MDEA sono comprese nell'intervallo da 100 a 200 mg. Raramente, MDEA è un adulterante delle pillole di ecstasy. Gli studi condotti negli anni '90 hanno riscontrato che MDEA era presente in circa il 4% delle compresse di ecstasy.